# Rozdilna
Rozdilna (ukrajinsky Роздільна) je město v Oděské oblasti na Ukrajině. Nachází se blízko hranice s Moldavskem ve vzdálenosti 66 kilometrů na severozápad od Oděsy. Jedná se o železniční uzel tratí Chmelnyckyj – Oděsa a Rozdilna – Jasy. V roce 2011 žilo v Rozdilně bezmála osmnáct tisíc obyvatel.

## Dějiny
Sídlo vzniklo v roce 1863 při železniční stanici. Městem je Rozdilna od roku 1957.